# Wishing Wells
Wishing Wells è un singolo del gruppo musicale australiano Parkway Drive, il primo estratto dal loro sesto album in studio Reverence e pubblicato il 27 febbraio 2018.

## Descrizione
Primo brano dell'album Reverence rivelato al pubblico, Wishing Wells del dolore e della confusione che seguono a una perdita. Secondo il cantante Winston McCall è infatti «una compressione del dolore in una canzone. È il tentativo di dare la colpa quando non ve n'è alcuna, cercare risposte dove c'è solo vuoto, e infine di cercare una ragione e un significato per giustificare la perdita definitiva che noi tutti affronteremo durante la vita. È così che questo capitolo inizierà e finirà».

## Video musicale
Il videoclip ufficiale, diretto da Third Eye Visuals e girato in un'unica ripresa, vede per la sua intera durata un primo piano di Winston McCall cantare il brano.

## Tracce
1. Wishing Wells – 5:03

## Classifiche
| Classifica (2018)   | Posizione massima |
| ------------------- | ----------------- |
| Australia (digital) | 45                |